# Cometas sobre los muros
Cometas sobre los muros es la obra prima del comunicador y docente uruguayo Federico Pritsch. Fue estrenada el 14 de agosto de 2014.
Es un largometraje documental filmado en el Liceo N.° 59 Felisberto Hernández, sobre una profesora de literatura y una clase de tercer año de enseñanza secundaria pública en Montevideo, Uruguay. Realizado con el apoyo del FONA, Montevideo Filma, Montevideo Socio Audiovisual y la Facultad de Información y Comunicación (FIC) de la Universidad de la República (Udelar).